# Linqu
Linqu (chinesisch 临朐县, Pinyin Línqú Xiàn) ist ein Kreis in der chinesischen Provinz Shandong. Er gehört zum Verwaltungsgebiet der bezirksfreien Stadt Weifang. Linqu hat eine Fläche von 1.831 km² und 834.314 Einwohner (Stand: Zensus 2010).
Das Grab des Generals Cui Fen (Cui Fen mu 崔芬墓) mit Wandgemälden aus der Zeit der Nördlichen Qi-Dynastie steht seit 2006 auf der Liste der Denkmäler der Volksrepublik China (6-259).